# John Hand Building
De John Hand Building is een 87 meter hoog gebouw met 20 verdiepingen in de Amerikaanse stad Birmingham (Alabama). Het gebouw werd geopend in 1912 en was tot 1913 het hoogste gebouw van Birmingham. De onderste acht verdiepingen van de John Hand Building worden gebruikt voor bedrijven en de bovenste twaalf verdiepingen worden gebruikt als appartementen. In 1983 werd het gebouw opgenomen in het National Register of Historic Places en in 2000 werd het gebouw gerenoveerd voor 20 miljoen dollar.
De John Hand Building heeft een vloeroppervlakte van 2400 m².